# 段国升
段国升（1919年—2012年9月20日），男，奉天（今辽宁）沈阳人，中国神经外科专家，曾任中国人民解放军军医进修学院教授、博士生导师。